# Disney Club
Pour les articles homonymes, voir Disney Club (album) et Club Disney.
Le Disney Club est une émission jeunesse de Frédéric Lepage adaptée du célèbre programme américain The Mickey Mouse Club, produite par XL Productions et Buena Vista Productions et diffusée à partir du 7 janvier 1990 jusqu'au 27 décembre 1998 sur TF1.

## Historique
Salut les Mickey est la première adaptation française du Mickey Mouse Club, produite par Christophe Izard (créateur de Casimir), en association avec Walt Disney Company. L'émission s'arrête en décembre 1984, Disney ayant signé avec FR3 pour proposer dès le 26 janvier 1985 Le Disney Channel. Le Disney Club sera la seconde adaptation du programme, réalisée par Frédéric Lepage.

## Le concept

### De 1990 à 1995
Le dimanche 7 janvier 1990, une nouvelle émission jeunesse fait son apparition sur TF1, c'est le Disney Club. Elle est ensuite diffusée tous les mercredis (de 7 h 30 à 9 h) et dimanches (entre 8 h et 10 h 30). Pendant les vacances scolaires, l'émission se fait quotidienne.
Le Disney Club Mercredi sera lancé le mercredi 9 octobre 1991  et diffusé jusqu'au milieu de la septième saison (1995-1996) : le mercredi 3 janvier 1996 sera la dernière diffusion. En remplacement apparaîtra le Disney Club Samedi (entre 9 h 30 et 10 h 30), dont la première diffusion se fera la même semaine le samedi 6 janvier 1996.
Le concept de l'émission est simple. Trois animateurs sont chargés de présenter les dessins animés, tout en proposant en alternance des reportages et des rubriques. Des invités de marque (comme Anne, ambassadrice française de Disney à l'époque) sont également conviés (des artistes musicaux, entre autres, pour la rubrique traitant de la variété).
Le Disney Club partage quelques points communs avec le Disney Parade, une émission plus ancienne et encore diffusée à cette époque :
- La diffusion d'une série avec acteurs en fin d'émission.
- La rubrique courrier, qui permet :
  - de participer aux concours proposés
  - d'envoyer des dessins pouvant être montrés à l'antenne au cours de l'émission
  - plus simplement envoyer des lettres
Lors de la diffusion de la centième émission, le dimanche 15 décembre 1991, il fut indiqué que chaque semaine celle-ci recevait trois mille lettres de félicitations[3].

Le tableau suivant rassemble les annonces pour le lancement des divers composantes de l'émission.
| Objet                                                            | Texte |
| ---------------------------------------------------------------- | --- |
| Annonce du lancement du Disney Club                              | « Tu pouvais déjà retrouver le monde fabuleux de Walt Disney dans Disney Parade, chaque dimanche après-midi. Youpi!!! Ça continue bien sûr, mais, maintenant, tu pourras t'y plonger dès le petit déjeuner et... pour deux heures de folie, grâce à Disney Club. Au programme : un nouveau dessin animé d'aventures avec les Rangers du risque, le retour de la Bande à Picsou et du Chevalier Lumière et plein d'autres dessins animés. Et aussi des variétés, des concours, des reportages (dont certains arriveront directement des U.S.A.), des jeux, des gags et même un journal télévisé junior : Nouvelles de Disney, conçu rien que pour toi. En voilà une bonne nouvelle... TF1 - de 8h à 10h, chaque dimanche à partir du 7 janvier, et Disney Parade de 16h20 à 17h35. » — Dans le Journal de Mickey no 1959 du 5 janvier 1990, page 17 |
| Annonce du lancement du principe Disney Club durant les vacances | « Vives les vacances! Très bientôt, tu vas pouvoir profiter pleinement de tes vacances... Des vacances sûrement méritées après cette épuisante année scolaire! Pour te récompenser, le Disney Club et le Disney Parade ont décidé de ne pas interrompre leurs activités... Tu pourras donc découvrir de nouveaux dessins animés de La bande à Picsou, de nouvelles séries du Chevalier Lumière et de l'Ange en baskets... Le Disney Club te prépare également de superbes programmes d'été : des recettes de cuisine faciles à préparer, des jeux, des sports, des concours et plein d'autres choses encore! Avec ces deux émissions, impossible de s'ennuyer une minute... » — Dans le Journal de Mickey no 1983 du 22 juin 1990, page 19 |
| Annonce du lancement du Disney Club Mercredi                     | « Désormais, l'univers merveilleux de Walt Disney te donne rendez-vous également le mercredi pour passer une heure et demie avec toi. Au sommaire : des reportages, des infos sur Disney World et Euro Disney, des jeux, une séquence "courrier" où chaque téléspectateur pourra envoyer ses dessins et ses photos. Julie, Nicolas et Philippe recevront un invité qui t'expliquera certain phénomènes comme la pluie ou l'éclat du soleil. Et puis, si tu veux connaître les secrets des animaux, regarde des documents extraordinaires et écoute les réponses de jeunes de ton âge qui ont été interrogés à ce propos, c'est très drôle! Et, bien sûr, tu verras aussi de super dessins animés comme La bande à Picsou, Winnie l'ourson et bien d'autres surprises encore. » — Dans le Journal de Mickey no 2050 du 4 octobre 1991, page 67      |

### Architecture horaire de l'émission
La durée de l'émission a oscillé entre deux heures et deux heures trente (à titre d'exemple le créneau horaire indiqué pour l'année 1990 était la fenêtre de 8 h 05 à 10 h 20).
Dans son organisation, l'émission était répartie en cinq parties séparées les unes des autres par des pages de publicité et d'interprogramme(s) allant d'une à deux minute(s) ; certaines parties (plus particulièrement la première et celle dépassant les 30 minutes) pouvaient être coupées par une page d'interprogramme(s) allant de trente secondes à une minute.
Voici, à titre d'exemple, l'architecture horaire de l'émission du dimanche 1er janvier 1995 (le terme « rubrique » englobe le moment courrier et dessin, les interviews d'invités, les reportages et les rubriques) consultable sur le site de l'INA :

### À partir de 1996
L'année 1996 marque un petit tournant dans l'histoire du Disney Club.
- Le concept reste inchangé.
- L'émission n'est plus en public et est animée par un animateur unique, Billy.
- Les reportages ont également une visée plus écologique.

### L'après Disney Club
À la suite de l'arrêt du Disney Club, le 27 décembre 1998, un certain nombre d'émissions reprenant les programmes Disney furent diffusées. Voici une liste non exhaustive de ces dernières :
- Club Disney (1999-2006, TF1)
- Disney Kid (1999-2002, M6)
- Disney Kid Club (2010, M6)[6]

## Les saisons
Le tableau suivant réunit les saisons, les périodes, les animateurs, les versions du décor et les périodes :
| Saison    | Durée                              | Mode | Animateurs                                 | Plateau   | Période           |
| --------- | ---------------------------------- | ---- | ------------------------------------------ | --------- | ----------------- |
| Saison 1  | 7 janvier au 26 août 1990          | Trio | Trio infernal (Julie, Nicolas et Philippe) | Version 1 | Âge de début      |
| Saison 2  | 3 septembre 1990 au 25 août 1991   | Trio | Trio infernal (Julie, Nicolas et Philippe) | Version 1 | Âge de début      |
| Saison 3  | 1er septembre 1991 au 30 août 1992 | Trio | Trio infernal (Julie, Nicolas et Philippe) | Version 2 | Âge d'or          |
| Saison 4  | 6 septembre 1992 au 29 août 1993   | Trio | Trio infernal (Julie, Nicolas et Philippe) | Version 2 | Âge d'or          |
| Saison 5  | 5 septembre 1993 au 28 août 1994   | Trio | Julie, Philippe et Grégory                 | Version 2 | Âge de transition |
| Saison 6  | 4 septembre 1994 au 27 août 1995   | Trio | Julie, Frédéric et Grégory                 | Version 3 | Âge de transition |
| Saison 7  | 3 septembre 1995 au 25 août 1996   | Duo  | Delphine et Frédéric                       | Version 3 | Âge de transition |
| Saison 8  | 1er septembre 1996 au 31 août 1997 | Solo | Billy                                      | Version 4 | Âge terminal      |
| Saison 9  | 7 septembre 1997 au 30 août 1998   | Solo | Billy                                      | Version 4 | Âge terminal      |
| Saison 10 | 6 septembre au 28 décembre 1998    | Solo | Billy                                      | Version 4 | Âge terminal      |

Le concept de période employé dans le tableau est purement fictif et n'est employé dans le cadre de cet article que dans le but de décrire l'émission en recoupant surtout les évolutions de décors, de programmations et d'animateurs.
Ces quatre périodes sont les suivantes :
- Âge de début : regroupe les deux premières saisons, lorsque l'émission cherchait ses marques en diffusant encore des séries avec acteurs
- Âge d'or : regroupe les saisons 3 et 4, lorsque l'émission du mercredi fut lancée et que les séries avec acteurs furent déprogrammées
- Âge de transition : regroupe les saisons 5, 6 et 7, et correspond à la période de remplacement du Trio infernal
- Âge terminal : regroupe les trois dernières saisons et correspond à la fin du concept originel de l'émission avec l'arrivée de Billy.

## Le plateau
Sur le plateau, un public constitué d'une centaine d'enfants accompagne les animateurs tout au long de l'émission. Les petits sont assis sur des gradins, des banquettes, ou à-même le sol. Pièce centrale de l'émission, où se déroule l'essentiel de l'action, le plateau du Disney Club a été particulièrement travaillé lors de sa conception, et n'a cessé d'évoluer pour s'adapter à la philosophie des dirigeants de l'émission. C'est sur le plateau que se déroulaient les rubriques (courrier, jeux, bricolage et cuisine), les interviews des invités, le moment de variété et les différentes phases de lancement des dessins-animés et des reportages.

### Particularités des décors du plateau
Pour les besoins de l'émission certains éléments sont amovibles.
C'est le cas de l'esplanade circulaire qui fut décalée de deux mètres vers les gradins afin de dégager l'espace devant le mur d'images, ce à l'occasion de l'interprétation de la chanson Les p'tits loups par Anne en 1991.
D'autre part, certains éléments (dont les gradins) sont changés au fil des saisons : en 1990 les gradins ont une forme générale très droite (et sont d'autre part très larges), alors qu'en 1992 ils prennent une forme ondulée.
Par ailleurs, les décors de fond sont également changés au fur et à mesure : en 1990, ces derniers sont uniformes, alors qu'en 1992, un coucher de soleil sur une ville, constitué de trois maisons dont on voit surtout les toits, fait son apparition (probablement un clin d'œil à la ressortie des Aristochats au cinéma). Ces décors de fond peuvent changer de couleur générale grâce à l'éclairage dissimulé de part et d'autre des éléments de décors.

### Les éléments du plateau
Le plateau est divisé en deux parties :
- l’une, très vaste, où se déroule la majeure partie des actions de l’émission, constituée de cinq grands ensembles qui ont très peu bougé (changements plus sur la forme que sur le fond), entre 1990 et 1995
- l'autre, plus petite, consistait en un élément qui a été beaucoup plus transformée, entre 1990 et 1995, que la première.

Le tableau suivant présente les cinq éléments de la partie principale.
| Numéro | Élément                      | Fonction | Localisation                                         | Particularité |
| ------ | ---------------------------- | --- | ---------------------------------------------------- | --- |
| 1      | Mur avec des gradins accolés | Localisation principale du public                                                                                | Centre-gauche du plateau                             | Le nombre des gradins a varié au fil des saisons 3 et 4. La forme a varié de droite à ondulé. Le logo du Disney Club est fixé sur le mur, au-dessus de la partie centrale des gradins. |
| 2      | Esplanade circulaire         | Sert de lieu pour lancer la transition avec le téléviseur                                                        | Centre du plateau                                    | L'esplanade peut être déplacée. Dessus se trouve un canapé semi-circulaire qui, vu en coupe, a la forme de la tête de Mickey Mouse. |
| 3      | Téléviseur géant             | Permet d'assurer la transition pour le téléspectateur entre le plateau et les dessins animés/reportages diffusés | Centre du plateau (derrière l'esplanade)             | « L'écran géant » du téléviseur est constitué d'un mur d'images, composé de neuf téléviseurs. Il repose sur un énorme livre intitulé Mickey, décoré de quatre petites bandes jaunes. |
| 4      | Bibliothèque                 | Sert de lieu pour lancer la transition avec le téléviseur                                                        | Centre-droit du plateau (à droite du téléviseur)     | Un autre énorme livre vert intitulé Minnie est posé horizontalement avec juste derrière un énorme livre jaune, posé verticalement contre le mur du décor, où apparait très clairement en couverture le logo du Disney Club. Sont posés dessus de gauche à droite : - un livre jaune intitulé Donald Duck - un livre jaune un plus fin intitulé Les Aristochats - un livre bleu foncé un peu plus gros que le précédent intitulé Peter Pan - trois livres empilés horizontalement, le premier de la pile étant Pluto. |
| 5      | Surface dégagée              | Lieu où se déroule les rubriques jeux et variétés                                                                | Centre du plateau (entre les gradins et l'esplanade) | Le sol est de couleur bleu-ciel. L'espace est suffisamment grand pour permettre des spectacles acrobatiques. |

À l’opposé de ces cinq éléments, de l’autre côté de la surface dégagée (l’élément 5), se trouve l’autre partie du plateau.
Le tableau suivant montre l'élément de la partie secondaire.
| Numéro | Élément            | Fonction                                            | Localisation      | Particularité |
| ------ | ------------------ | --------------------------------------------------- | ----------------- | --- |
| 6      | Angle de deux murs | Décors secondaires pour lancer le moment de variété | Gauche du plateau | Sert de décors, hors du champ large des caméras, lors du moment de variétés de l’émission, afin que l’on ne voit que le ou les artistes sur le plateau. Cet élément est décoré selon les besoins de l’émission. |
| 7      | Terrasse           | Décors secondaires pour lancer le moment de variété | Gauche du plateau | Sert de décors, hors du champ large des caméras, lors de la saison 1 et de la saison 2. Cet élément est décoré selon les besoins de l’émission.                                                                 |

### Le plateau durant les saisons 1 et 2 (7 janvier 1990 - 25 août 1991)

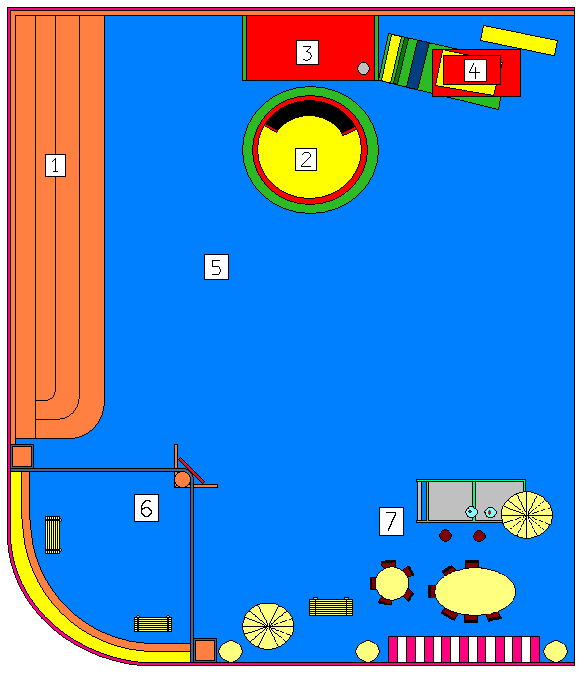
Plan schématique du plateau durant les saisons 1 et 2 de l'émission Disney Club.

S'agissant des premières années de l'émission, beaucoup de modifications furent réalisées durant cette période. Cela est particulièrement vrai lorsque l'on compare la première et la seconde saison, car il y a eu une évolution dans la manière de penser l'utilisation des décors.
Un exemple est la gestion spatiale du public d'enfants.
En effet, si le public est un élément présent depuis plusieurs années sur les plateaux de télévision (par exemple Sacrée Soirée ou Club Dorothée), il est vite apparu que dans une émission destinée aux enfants, on ne pouvait gérer et présenter un public d'enfants comme on le ferait avec un public d'adultes. Lors de la première saison, les enfants étaient pratiquement tous réunis dans les gradins, bien assis et répartis sur les quatre grandes marches, ce qui laissait à la fois une impression de vide sur le reste du plateau et donnait une atmosphère trop bien rangée et organisée, qui rappelait un peu l'esprit scolaire, pour une émission de divertissements destinée aux enfants.
Lors de la seconde saison, l'ambiance deviendra nettement plus proche d'une cour de récréation avec la répartition des enfants un peu partout sur le plateau.
Un autre exemple est la situation des trois animateurs sur le plateau.
Lors de la première saison ils assurent la présentation de l'émission en alternant essentiellement entre les gradins et l'esplanade circulaire, ce qui déjà laissait une impression de non-occupation du reste du décor, et surexposait les gradins (où se concentraient les enfants) accentuant la sensation de vide sur le plateau.
Cette situation sera changée lors de la seconde saison de l'émission principalement par l'aménagement de la partie secondaire (détaillée plus bas) qui permettra de renforcer l'impression des téléspectateurs que les animateurs se déplacent d'un bout à l'autre du plateau entre chaque séquence.
L'organisation des éléments du plateau était la suivante (les plans suivants ne sont pas à la bonne échelle) :
Pour la partie principale

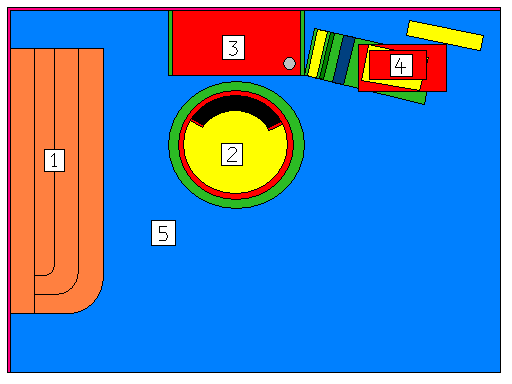
Partie principale durant les saisons 1 et 2 de l'émission Disney Club.

La partie principale avait la particularité de focaliser l'attention des téléspectateurs (du moins au cours de la première saison) sur les gradins. Les principaux éléments de cette partie étaient donc :
1. Les gradins accolés le long du mur sont très hauts, comptant quatre marches droites et sont de couleurs rose saumon, et comporte des barrières de sécurité en métal visibles afin d’éviter les risques de chutes des enfants, avec son extrémité (celle qui rejoint l’angle formé avec le mur auquel sont collés les éléments 3/ et 4/) un paquet de ballons retenu par de la ficelle et flottant à trois mètres du sol (de toutes les couleurs, avec dominance des couleurs chaudes)
2. L’esplanade circulaire
3. Le téléviseur géant
4. La bibliothèque, avec à son extrémité (celle opposée au téléviseur géant), des ballons en paquet également retenus par de la ficelle et flottant eux à un mètre quatre-vingts du sol (de toutes les couleurs, avec dominance des couleurs chaudes)
5. La surface dégagée, de couleur bleu marine

Pour la partie secondaire

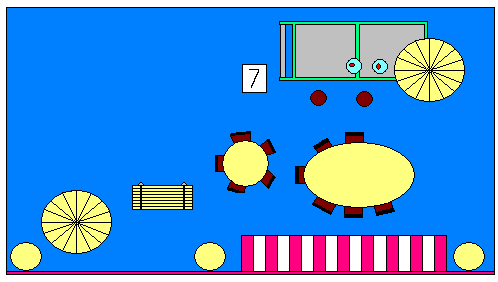
Partie secondaire durant les saisons 1 et 2 de l'émission Disney Club.

La façade d'un commerce (confiserie ou salon de thé), encadrée par des murs sur lesquels sont fixés des néons (ayant la forme des têtes de Donald Duck à gauche et de Mickey Mouse à droite). Des tables étaient disposées afin de donner une impression de terrasse ainsi qu'une charrette de marchand de glaces ambulant de couleur vert clair et rose (avec bien entendu écrit en gros dessus Glaces), équipée d'un parasol où se trouvent deux aquariums sphériques contenant des poissons rouges.
C'est de cet élément-ci du décor que Nicolas annonça la chanson de Anne, Les P'tits loups, qui servit de générique de fin à l'émission en 1991. La charrette du marchand de glaces avait donc pour fonction de focaliser l'attention des téléspectateurs sur cette partie du décor.
Pour remarque, les murs étaient rose foncé, avec une teinte saumon, et ne changeaient pas de couleur (seule la luminosité pouvait changer). Cela permettait de jouer sur l'ambiance au cours du moment de variété : si la musique était entraînante (ce qui, au regard du caractère de l'émission, était très fréquemment le cas) les spots intégrés au décor pouvaient simuler de rapides changements de luminosité.

### Le plateau durant les saisons 3, 4 et 5 (1erseptembre 1991-28 août 1994)

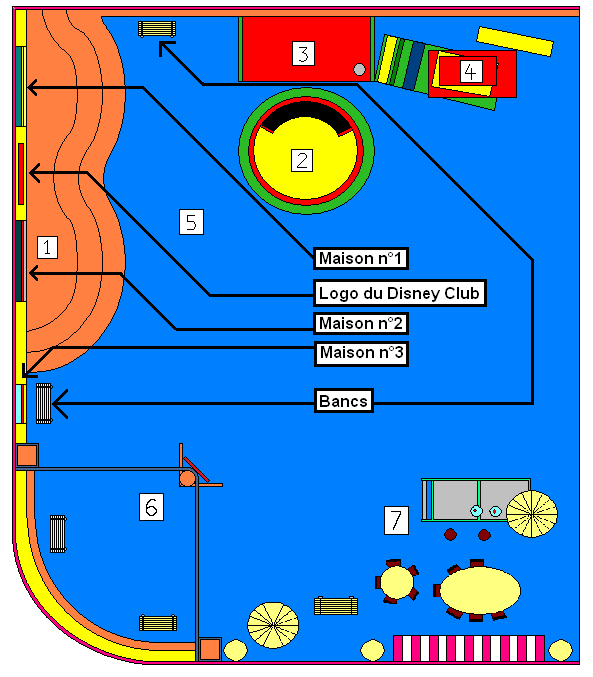
Plan schématique du plateau durant les saisons 3, 4 et 5 de l'émission Disney Club.

Le redéploiement des décors opérés durant l'été a permis une diminution de l'effet de vide du notamment à l'aspect unicolore rose saumon des murs du plateau (en particulier derrière les gradins, le téléviseur géant et la bibliothèque) :
1. l'adjonction de décors mural de type toits,
2. la modification de la forme des gradins moins droit et moins hauts.

Les toits ajoutés sur les murs peuvent être considérés :
- soit de type parisien (clin d'œil au Aristochats),
- soit de type de londonien (clin d'œil à Mary Poppins).

En tous les cas ils font référence au début du XXe siècle (avec le détail des gouttières, des fenêtres aux volets en bois et les cheminées).
Il y a également un abandon apparent de la terrasse (numéroté 7 sur le schéma de la saison 1990-1991).
En effet l'action qui s'y déroulait tendait à suggérer un éloignement de l'événement principal (en l'occurrence le moment de variété), du fait de la rupture du type d'éléments du décor par rapport au reste du plateau.
Ce retrait est réalisé au profit de l'angle arrondi (qui existait déjà en 1990 avec son propre décors mural de toits de grande ville du début du XXe siècle) qui bénéficie ainsi d'une meilleure utilisation que lors des saisons 1 et 2.
Les modifications sont par conséquent principalement visuelles, afin d'opérer un recentrage de l'attention sur la surface dégagée.
Ce recentrage laisse à penser que l'objectif principal était de suggérer un rapprochement autant symbolique que géographique des différents composants des décors du plateau.
Par ailleurs l'apparition de l'émission du mercredi, va entraîner une nouvelle utilisation du décor. En effet au cours du Disney Club Mercredi, les gradins (élément numéroté 1 du décor) ne sont pas utilisés ; les principaux plans se déroulent sur le combiné Esplanade circulaire-Téléviseur géant-Bibliothèque (éléments numérotés 2, 3 et 4), et sur la partie secondaire (élément numéroté 6). Les gradins et la surface dégagée (éléments numérotés 1 et 5) sont principalement utilisés lors des émissions du dimanche matin.
Pour la partie principale

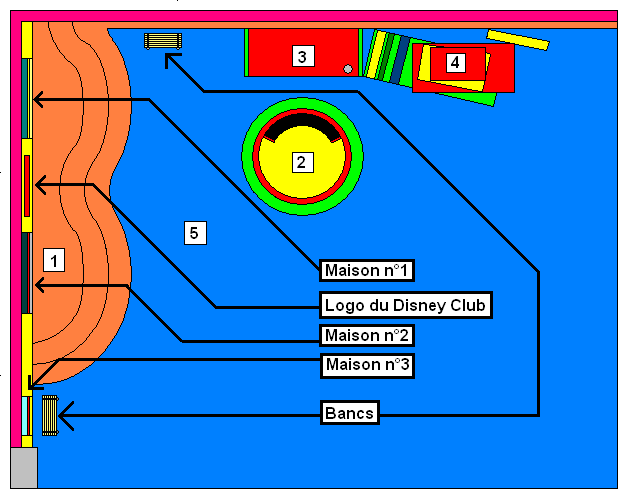
Partie principale durant les saisons 3, 4 et 5 de l'émission Disney Club.

La partie principale reprend la forme globale de celle des deux premières saisons, c'est-à-dire l'estrade, la surface dégagée et le pôle du téléviseur géant.
Les modifications apportées l'ont été afin de décentrer le plateau, et de permettre ainsi un redéploiement équitable de l'activité sur les des différents composantes du plateau.
Les éléments modifiés sont donc :
1. Les gradins accolés le long du mur, où se trouvent les décors de trois maisons encadrant le logo rouge du Disney Club, sont moins hauts, comptant trois marches, sont de couleurs rose saumon et ont une forme, vue du-dessus, ondulée, avec toujours à son extrémité le paquet de ballons flottant à deux mètres du sol
2. L’esplanade circulaire reste inchangée, mais avec derrière (sur le gradin qui sépare les éléments 1/ et 3/) deux petits paquets de cinq ballons qui en cours d’année seront remplacés par un énorme paquet de ballons installés juste derrière l’esplanade sur sa gauche (position par rapport au champ de vision de la caméra)
3. Le téléviseur géant reste inchangé
4. La bibliothèque reste inchangée
5. La surface dégagée reste inchangée, quoique donnant l'impression d'être plus petite par rapport à la précédente version du décor

La partie principale conserve comme plusieurs fonctions, dont :
1. le lancement des séries de dessins-animés : depuis l'esplanade circulaire (élément numéroté 2) grâce à la transition opéré par le Téléviseur géant (élément numéroté 3)
2. des courts-métrages : depuis l'Esplanade circulaire (élément numéroté 2)
3. le lancement des reportages : depuis les Gradins (élément numéroté 1) et l'Esplanade circulaire (élément numéroté 2)
4. le moment de variété : localisé en face des Gradins (élément numéroté 1) sur la Surface dégagée (élément numéroté 5)
5. la rubrique jeu : localisée en face des Gradins (élément numéroté 1) sur la Surface dégagée (élément numéroté 5)

Pour la partie secondaire

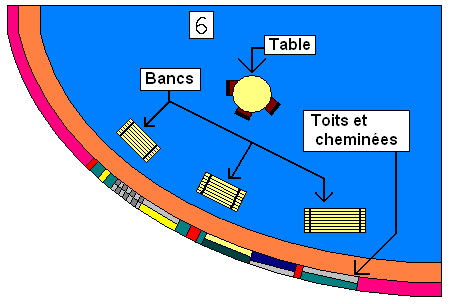
Partie secondaire durant les saisons 3, 4 et 5 de l'émission Disney Club.

La partie secondaire fut pour sa part profondément remodelée, mettant fin à la relative autonomie dont elle disposait par rapport à la partie principale.
Le concept qui fut mis en avant était qu'elle devait être un prolongement de la partie principale du plateau, alors que lors des deux premières saisons, elle avait un esprit plus indépendant (ceci étant en partie la conséquence de la conception de la partie principale qui concentrait l'attention sur les gradins).
La transformation le recentrage sur l'angle (dont le mur représente un coucher de soleil sur une ville, dans le même esprit que le mur de la partie principale), avec trois bancs blancs (d'où Philippe et Nicolas lancèrent en 1991 un reportage sur les musiciens de jazz de La Nouvelle-Orléans, à Disneyland, en Californie), conservant ainsi le concept de la terrasse avec ses chaises, ses tables et son marchand de glace.
Il est toutefois à noter que le concept de la terrasse connaîtra une importante revitalité lors de la saison 5, avec le retour des tables et chaises, ce afin d'augmenter la présence d'enfants sur cette partie du plateau (sans les obliger à être debout ou assis sur le sol).
La partie terrasse servait à la rubrique bricolage, animée par Philippe
En effet, la partie partie[Quoi ?] sera, pour l'année 1993-1994, transformée en une sorte de grande terrasse, avec plusieurs bancs (en moyenne trois) formant un arc de cercle avec en son creux une table circulaire blanche, entourée de trois chaises blanches) parfois décorée d'une Lampe magique (clin d'œil à la sortie au cinéma du film Aladdin).
Cette configuration permettait donc de donner très facilement au décor une thématique en accord avec le sujet principal du moment ou de l'émission (comme la sortie au cinéma d'un long métrage de Disney). De plus, la position de table, encerclée par les bancs et d'éventuelles autres tables, permettait de focaliser l'attention des téléspectateurs sur cette partie du décor.
Par ailleurs, lors de l'émission du Disney Club Mercredi, cette partie du décor servait pour la rubrique Courrier : une boite aux lettres était posée à côté d'un gros coussin cylindrique sur lequel était disposé les dessins, sélectionnés par la production parmi tous ceux envoyés par les téléspectateurs, que les animateurs, disposés autour sur des chaises ou des poufs selon les besoins de la séquence, allaient présenter à l'antenne (en règle générale 5 dessins étaient montrés à l'écran).
C'est autour de cette table que les animateurs prenaient place lors du moment de variétés, en fin d'émission (comme lors de l'interprétation par Anne Meson de la chanson Mon plus beau rêve en 1993, ou lorsque Philippe Segal annonça la chanson Tout le monde veut devenir un cat, interprétée également par Anne Meson, le 3 avril 1994). Cette localisation des animateurs faisait qu'ils posaient leur regard vers la droite de l'écran, permettant ainsi une transition facile vers l'artiste se représentant.

### Le plateau durant les saisons 8, 9 et 10 (1erseptembre 1996-27 décembre 1998)
Le plateau change du tout au tout :
Dorénavant, plus personne n'assiste à l'émission, et le présentateur évolue dans un décor représentant un atelier de dessin/d'arts plastiques géant.

## Les animateurs
L'émission est d'abord présentée par le « trio infernal » Julie, Philippe et Nicolas.
Lors de la création de l'émission, le choix de prendre trois animateurs fut motivé par le besoin de distinguer l'émission à la fois du Disney Parade (deux animateurs, Anne et Jean-Pierre Foucault), qui, parce que l'émission repassait d'anciens dessins-animés Disney et était diffusée en fin d'après-midi, avait une touche très "famille et nostalgie", et de l'ancienne émission Le Disney Channel (en 1988 un animateur, Vincent Perrot), dont elle cherchait à récupérer son public (ce que n'avait pas réalisé le Disney Parade qui avait capté un public différent).

### Le concept du trio infernal
Il a été expliqué à la lettre H de l'abécédaire du Disney Club diffusé dans le Journal de Mickey en mars 1990 : "Les rôles des trois animateurs ont été bien définis : Nicolas, c'est le gaffeur, Philippe le curieux, et Julie, le chef de la bande".
À partir l'abécédaire de la rentrée Disney 1991-1992, nous avons pu construire le tableau suivant pour expliquer le rôle de chaque animateur :
| Animateur        | Julie                                                                                   | Nicolas | Philippe                                                                              |
| ---------------- | --------------------------------------------------------------------------------------- | --- | ------------------------------------------------------------------------------------- |
| Rôle             | Le chef de bande                                                                        | Le sportif | Le curieux                                                                            |
| Qualités         | Drôle, tonique et tendre                                                                | Aventurier, dynamique et gaffeur | Charmeur, souriant et sûr de lui                                                      |
| Caractéristiques | Artiste complète en chant, danse, sachant jouer d'un instrument, la comédie et cuisiner | Fan de ski, tennis, moto, équitation, plongée, ping-pong et de sports d'équipe (c'est un supporter de l'équipe de football de Saint-Étienne) et défenseur de l'environnement | Passionné en communication et en radio, danseur de lambada, et protecteur des animaux |

Leur vêtements étaient choisis par la production afin de correspondre au thème de l'émission. La plupart du temps, les animateurs étaient tous les trois vêtus de façon classique :
- Pour les garçons : chemise unicolore rentrée dans le pantalon serré par une ceinture et des chaussures noires (la plupart du temps).
- Julie quant à elle porte soit une robe, soit une jupe avec un chemisier, soit un pantalon avec un chemisier (tendance apparue sur les vidéos l'émission datant à partir de l'année 1992). Ses cheveux sont généralement coiffés d'un serre-tête.

Le but principal était surtout d'avoir trois personnalités distinctes, chacune avec un caractère et un style identifiable, pour que les enfants, qui constituaient le public visé par l'émission, puissent chacun avoir un "préféré".

### L'évolution du trio infernal au long des saisons
Les noms en rouge sont ceux du Trio infernal, les trois animateurs d'origine, tandis que sont en bleu ceux de leurs successeurs (la couleur de la case de chaque saison reflète la composition, de l'équipe des animateurs au fil des ans, entre les premiers et les seconds). Toutefois à compter de la saison 7, le nombre d'animateurs est réduit à deux avec le non-remplacement de Grégory Curvelier.
| 7 janvier 1990 - 26 août 1990 | 3 septembre 1990 - 25 août 1991 | 1er septembre 1991 - 30 août 1992 | 6 septembre 1992 - 29 août 1993 | 5 septembre 1993 - 28 août 1994 | 4 septembre 1994 - 27 août 1995 | 3 septembre 1995 - 25 août 1996 |
| ----------------------------- | ------------------------------- | --------------------------------- | ------------------------------- | ------------------------------- | ------------------------------- | ------------------------------- |
| Julie                         | Julie                           | Julie                             | Julie                           | Julie                           | Julie                           | Delphine                        |
| Philippe                      | Philippe                        | Philippe                          | Philippe                        | Philippe                        | Frédéric                        | Frédéric                        |
| Nicolas                       | Nicolas                         | Nicolas                           | Nicolas                         | Grégory                         | Grégory                         | vacant                          |

### Les différents animateurs
- Julie[12](saisons 1990-1995)
- Nicolas (saisons 1990-1993)
- Philippe[13] (saisons 1990-1994)
- Grégory[14] (remplace Nicolas en 1993 et fait les saisons 1993-1995)[15]
- Frédéric[16](remplace Philippe en 1994 et fait les saisons 1994-1996)
- Delphine[17] (remplace Julie en 1995 et fait la saison 1995-1996)

### Les animateurs à partir de 1996
Désormais, un seul animateur : Billy.
Il s'adresse souvent à Clochette (Peter Pan), qui l'accompagne.

## Les éléments du programmes

### Reportages et invités

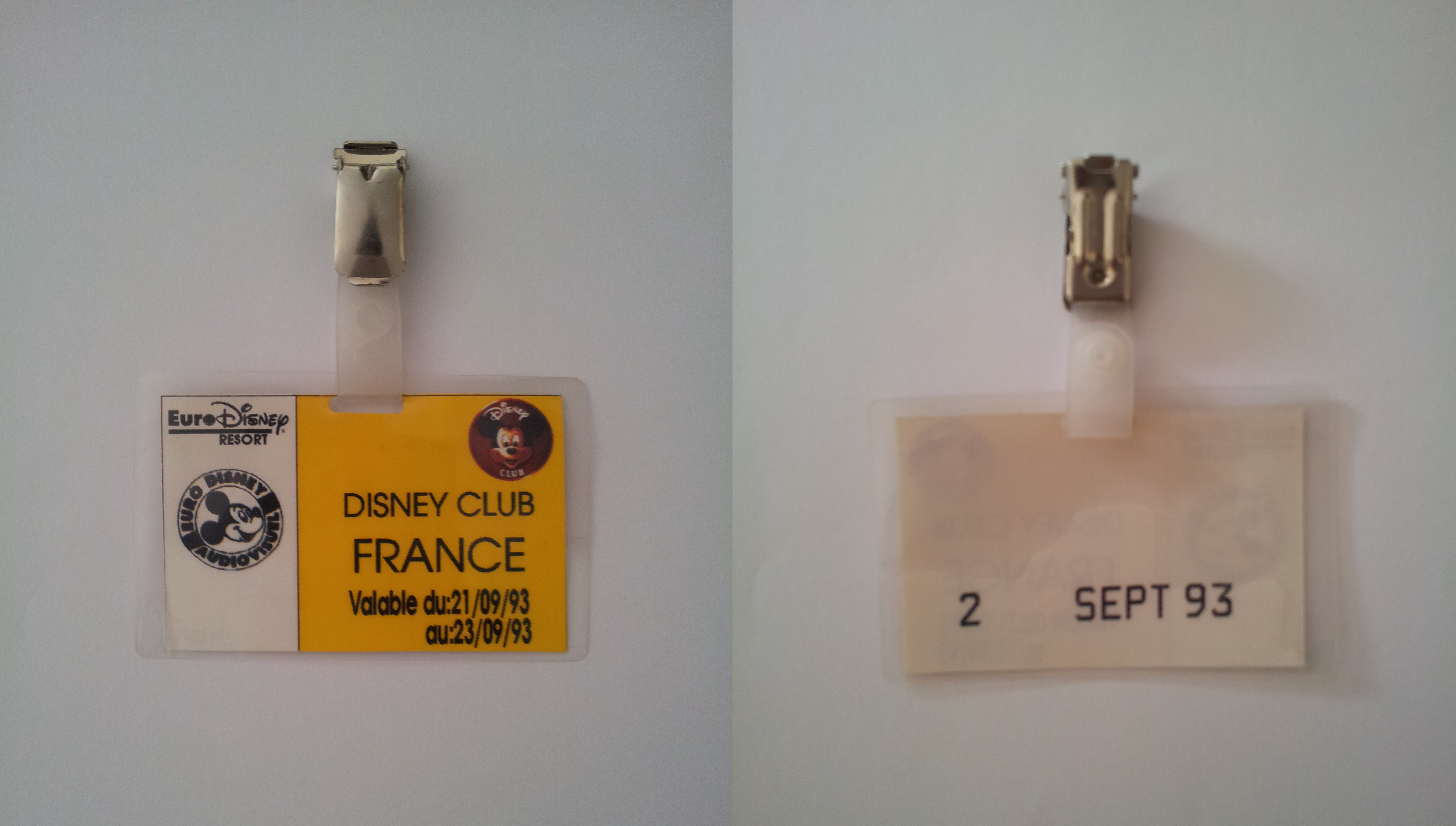
Badge d'accès pour les équipes de télévision de l'émission Disney Club pour avoir accès au parc Euro Disney du mardi 21 au jeudi 23 septembre 1993, émis le jeudi 2 septembre 1993..

Les reportages de l'émission étaient annoncés dans la rubrique Télé Disney du Journal de Mickey.
Les informations disponibles sur la saison 1 indiquent, au début de l'émission, que les sujets étaient très variés et ceux traitant de l'univers Disney relativement minoritaires. Il semble que cette tendance se soit inversée lors de la saison 3 et de l'ouverture du parc d'Euro Disney.

### Le moment de variété
De nombreux artistes se sont représentés sur le plateau du Disney Club, comme Anne Meson ou Yannick Noah, leur interprétation musicale servant de générique de fin à l'émission (voir par exemple sur Dailymotion l'interprétation par Anne Meson de la chanson Partir là-bas) lors de la sortie du film La Petite Sirène.
Jusqu'en août 1995, le moment de variété était situé en fin d'émission. En outre, le moment de variété n'intervenait que dans l'émission du dimanche. Il avait ainsi une double fonction :
- servir de générique de fin à l'émission ;
- faire la promotion des chansons des différents artistes.

Par la suite, lors de la saison 7 du Disney Club, le moment de variété se situera en milieu d'émission avant d'être à nouveau repositionné en fin d'émission.
La seconde fonction était la plus importante, plus particulièrement en ce qui concerne les longs-métrages Disney. Afin d'en faire la promotion, la chanson principale (ou la plus facilement identifiable) du film Disney du moment était interprétée à cette occasion, comme la chanson Ce rêve bleu du film Aladdin.

### Rubriques
Entre les dessins-animés et les reportages, l'émission proposait plusieurs rubriques pour divertir son public de téléspectateurs essentiellement composé d'enfants.
Les sources disponibles nous indiquent qu'il y avait en moyenne trois à quatre rubriques le dimanche contre une le mercredi matin.
Entre janvier 1990 et août 1994, durant les cinq premières saisons de l'émission, trois rubriques classiques furent proposées : les jeux, la cuisine et le bricolage. Il s'avère qu'au cours de cette période, le contenu des rubriques Cuisine et Bricolage était communiqué dans le Journal de Mickey par les biais de fiches détachables en début et fin de l'hebdomadaire.
Les rubriques suivaient immédiatement les épisodes des séries de dessins animés selon l'ordre suivant : la rubrique jeux ou la rubrique cuisine après le premier dessin animé (par exemple Les Gummies durant les deux premières saisons), la rubrique cuisine ou la rubrique jeux après le second dessin animé (par exemple La Bande à Picsou durant les deux premières saisons) et la rubrique bricolage après le troisième dessin animé.

### Concours
En 1990, le Disney Club, en partenariat avec le Journal de Mickey, offrait par le biais d'un concours ouvert à tous la possibilité de faire un voyage aux États-Unis (par exemple à Disney World en Floride).
Ce concours se déroulait de la manière suivante : durant l'émission, les animateurs posaient quelques questions, en ayant auparavant donné tous les indices d'identification du concours, ensuite les téléspectateurs y répondaient sur une carte-réponse à laquelle ils collaient le coupon découpable (coupon avec les logos du Disney Club et du Journal de Mickey, ainsi que le numéro de l'exemplaire d'où est découpé le coupon, par exemple le no 1975, pour le Journal de Mickey de ce numéro daté du 27 avril 1990) des pages Télé Disney des Journaux de Mickey de l'époque.
Chaque émission avait son adresse :
- Le Disney Club
 Cedex 4150
 99415 Paris Concours
- Le Disney Club Mercredi
 Cedex 4300
 99430 Paris Concours

### Les séries de dessins animés
Étant une émission destinée à divertir un public d'enfant, les dessins animés constituaient l'ossature principale de l'émission qui, à son apogée, diffusa quatre dessins animés le dimanche et deux le mercredi.
Les dessins animés diffusés étaient très majoritairement des séries réalisées à la fin des années 1980 et au début des années 1990.
Lors des deux dernières années de l'émission, Les Gummies, La Bande à Picsou, Myster Mask et Super Baloo sont remplacés par des séries d'animation Disney plus récentes : Timon et Pumbaa, Couacs en Vrac, Mighty Ducks et Le Livre de la Jungle, souvenirs d'enfance.

### Courts-métrages classiques diffusés
Si les dessins animés diffusés étaient surtout des séries, l'émission diffusa également des courts-métrages Disney de sept à huit minutes : les courts-métrages (pouvant être des Silly Symphonies ou des séries sur des personnages comme Donald Duck) étaient localisés en milieu d'émission vers 9 h 15 en général.
Par ailleurs, le Disney Club mercredi diffusa également les vieux courts-métrages Disney.
Les courts-métrages Disney cesseront d'être diffusés systématiquement dans le Disney Club, à partir du dimanche 7 janvier 1996, pour ne plus être diffusés que de manière sporadique.
Le Disney Club Samedi, nouvellement programmé, continuera à les diffuser.
Les courts-métrages classiques diffusés dans l'émission étaient annoncés dans la rubrique Télé Disney du Journal de Mickey.

### Séries avec acteurs
Lors des deux premières années de l'émission, entre le 7 janvier 1990 et le 1er septembre 1991, le Disney Club ne diffusait que trois séries de dessins animés, Les Gummies, La Bande à Picsou et Tic et Tac, les rangers du risque (seule série à n'avoir encore jamais été diffusée en France lors du lancement de l'émission), et une série télévisée Disney était diffusée vers la fin de l'émission.
La programmation d'une série avec acteurs est probablement un héritage du Disney Channel (ancienne émission Disney des années 80 diffusée sur FR3 et à l'époque disparue) et du Disney Parade, autre émission consacrée à Disney le dimanche et diffusée l'après-midi (en dehors de la non-disponibilité à l'époque, en France, des autres séries de dessins-animés Disney).
Cela avait pour but d'attirer durant la matinée une partie du public de Disney Parade (pour mémoire, les deux émissions étaient intimement liées, ne serait-ce que par le fait qu'étaient annoncés à la fin de Disney Parade, les programmes pour la semaine à venir des deux émissions Disney de TF1, et inversement les programmes de Disney Parade étaient annoncés à la fin du Disney Club).
Les séries avec acteurs diffusées dans l'émission étaient annoncées dans la rubrique Télé Disney du Journal de Mickey.
Le tableau suivant récapitule les séries diffusées et leur période de diffusion :
| Titre                            | Première diffusion                  | Seconde diffusion              |
| -------------------------------- | ----------------------------------- | ------------------------------ |
| Le Chevalier lumière             | 7 janvier 1990 au 3 juin 1990       | 4 juillet 1992 au 29 août 1992 |
| Zorro et fils                    | 10 juin 1990 au 8 juillet 1990      | Pas de seconde diffusion       |
| Diligence Express                | 15 juillet 1990 au 2 septembre 1990 | Pas de seconde diffusion       |
| Bonjour, miss Bliss              | 9 septembre 1990 au 2 décembre 1990 | Pas de seconde diffusion       |
| Détective Small et monsieur Frye | 9 décembre 1990 au 24 février 1991  | Pas de seconde diffusion       |
| Une vraie petite famille         | janvier 1991 au 3 mars 1991         | Pas de seconde diffusion       |
| Super flics                      | 10 mars 1991 au 2 juin 1991         | Pas de seconde diffusion       |
| Petite fleur                     | 9 juin 1991 au 25 août 1991         | Pas de seconde diffusion       |
| Ma vie de baby-sitter            | 4 juillet au 29 août 1992           | Pas de seconde diffusion       |
| Zorro                            | 7 janvier 1996 au 29 décembre 1996  |                                |

## Produits dérivés de l'émission
- Disney Club Vacances : Magazine bimestriel reprenant le concept de l'émission, sur papier cette fois-ci.
- Disney Club : Le Jeu : Jeu de société où les enfants deviennent les réalisateurs de leur émission favorite.
- Disney Club : Les chansons des génériques T.V de tes Héros préférés : Compact Disc reprenant les génériques des dessins animés, entre autres choses (également disponible en Cassette Audio).
- Les héros du Disney Club se verront attribuer une partie du spectacle de Disneyland Paris en 1996.

## Le Disney Club durant les vacances
Comme cela a été mentionné plus haut, durant certaines vacances l'émission devenait quotidienne. Toutefois le caractère quotidien n'a pas été mis en place dès le début de l'émission.
En effet, le premier concept était de continuer la diffusion de l'émission durant les Grandes vacances. La mise en place de concept a concerné également le Disney Parade (car à l'époque, comme aujourd'hui encore d'ailleurs, il était fréquent que les émissions suspendent leur programme durant la période estivale).
Il y a eu trois formes de ce concept, correspondant à trois périodes de la vie de l'émission :
1. Première forme : l'émission du dimanche poursuit ses programmes durant les Grandes vacances lors des saisons 1 et 2.
2. Seconde forme : l'émission spéciale vacances a lieu le samedi, au côté de l'émission normale du dimanche lors de la saison 3.
3. Troisième forme : l'émission est diffusée tous les jours de la semaine durant les Grandes vacances et les vacances de Noël durant les saisons 4 (sauf durant les vacances de Noël 1992), 5, 6, 7, 8, 9 et 10.

Le schéma des émissions, pour la troisième forme, était très simple : elles duraient une heure en moyenne, étaient adaptées au thème, s'il y en avait, des vacances (Noël, Pâques, Vacances d'été...), et diffusaient deux dessins animés à chaque émission.
Comme l'émission est diffusée à la même heure tous les jours de la semaine, l'annonce pour un seul jour suffisait pour connaître tous les autres.
Le contenu de ces émissions était annoncé dans la rubrique Télé Disney du Journal de Mickey.

## Audiences
Selon un article paru dans la rubrique "Télé" du Journal de Mickey à l'occasion de la centième émission en 1991, le Disney Club était regardé par 3 millions de téléspectateurs environ.

### Quelques exemples de Disney Club Vacances
Voici une liste non exhaustive de ces derniers :
- Disney Club Eté du lundi 28 juin 1993 : « Les amateurs du Disney Club sont contents : ils retrouvent désormais leurs héros de dessins animés tous les jours de la semaine et pendant tous l'été! Avec Tic et Tac, Les Gummi, La Bande à Picsou et toujours des reportages, du bricolage et le super courrier des lecteurs. A vos télés ! »[23]
- Disney Club Eté du mercredi 18 août 1993 : « Une heure de divertissement en compagnie de Julie, Philippe et Nicolas, tes héros de dessins animés et fantastiques tours de magie de Pierre Barclay, que tu retrouves chaque semaine dans le JDM pendant l'été »[24]
- Disney Club Noël du jeudi 23 décembre 1993 : « Tous les jours de la semaine, pendant les vacances de Noël, retrouve tes dessins animés avec Winnie et Tic et Tac. Apprends aussi à faire la bûche de Noël avec Julie »[25]
- Disney Club de l'été 1994[26] : « À partir du 27 juin, tu pourras suivre le « Disney Club » tous les jours! Pas de grand changement, excepté le décor qui s'est fait un nouveau look. Et l'émission du dimanche continuera tout l'été ! »
- Disney Club Noël de l'année 1994[27] qui indiquait que l'émission aurait lieu tous les matins à 7h25.

### Architecture horaire
Voici, à titre d'exemple, l'architecture horaire de l'émission du mardi 3 janvier 1995 (le terme rubrique englobe le moment courrier et dessin, les interviews d'invités, les reportages et les rubriques) consultable sur le site de l'INA :

## Liens entre l'émission et leJournal de Mickey
Le Journal de Mickey a toujours joué un rôle important dans la propagation de la publicité pour les émissions Disney, ce dès le début avec Le Disney Channel. En règle générale, il a toujours consacré au moins une page aux programmes télévisés Disney. L'analyse des numéros publiés entre le 5 janvier 1990 et le 15 mai 1996 (c'est-à-dire des numéros 1959 à 2291, soit 333 journaux), indique qu'il y a 197 annonces pour l'émission soit un taux de présence dans l'hebdomadaire de 59,16 %.

## Dans d'autres pays
- Allemagne : diffusé de 1991–1995 sur ARD, puis de 1996-2001 sur RTL
- Brésil : diffusé du 28 avril 1997 au 28 décembre 2002 sur SBT
- Grèce : diffusé sur MEGA
- Italie : diffusé sur Rai Due
- Royaume-Uni : diffusé entre 1989 et 1992 sur CITV puis de 1993 à 1998 sur GMTV
- Russie : diffusé depuis 1998 sur ORT
- Suède : Disneyklubben, diffusé du 27 aout 1992 au 31 décembre 1993 sur SVT1